# ترحيل فوري

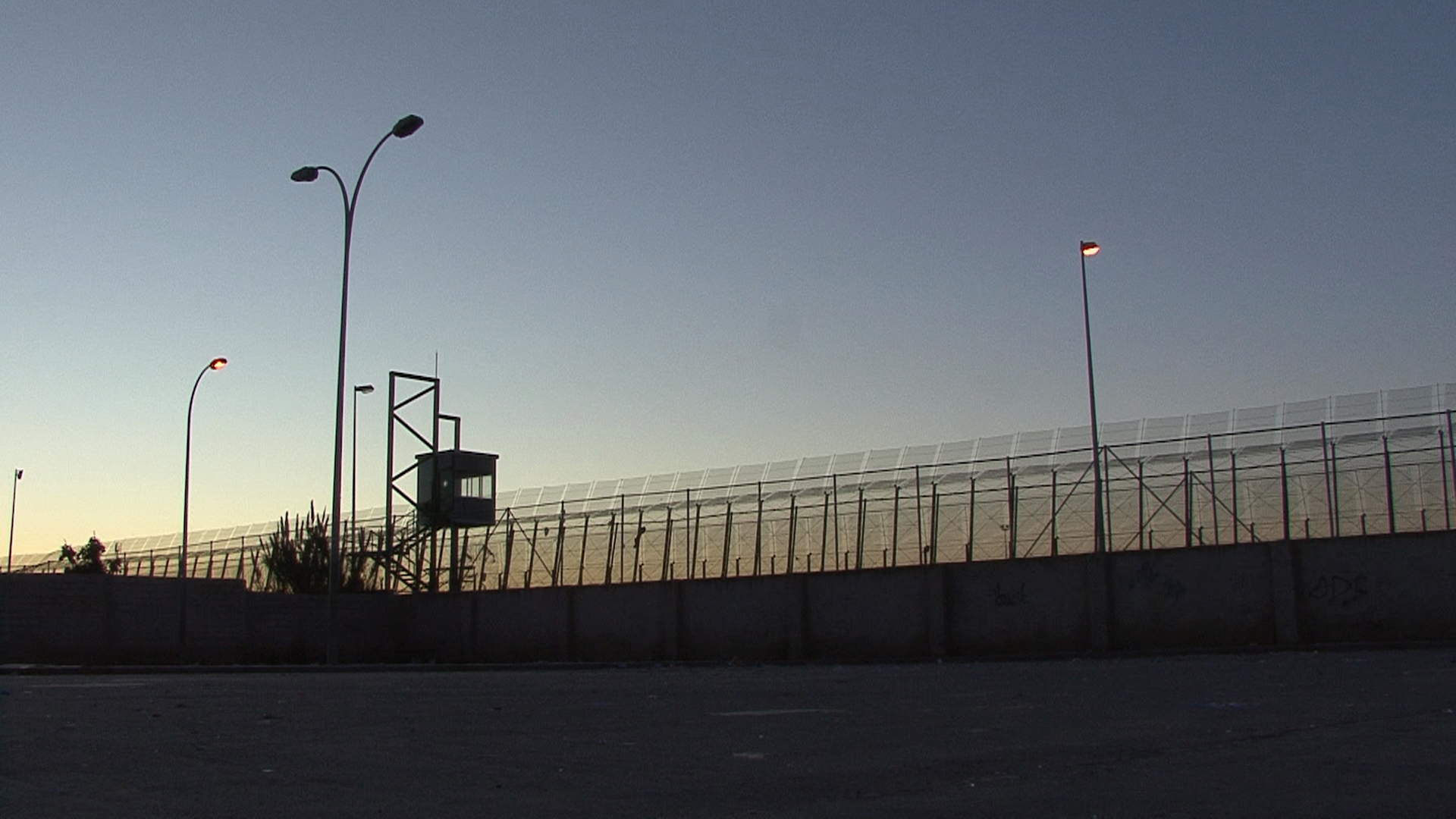
سياج مليلية

في قانون الهجرة، الترحيل الفوري أو الترحيل القسري هو قيام قوات الأمن التابعة للدولة بطرد مهاجر غير شرعي فور عبوره الحدود دون إجراءات حماية أو تطبيق الضمانات المنصوص عليها في قانون الهجرة في البلاد. وقد صنفت كل من المحكمة الأوروبية لحقوق الإنسان واللجنة الفرعية للأمم المتحدة لمناهضة التعذيب الترحيل الفوري انتهاكاً لحقوق الإنسان.
هذه الممارسة شائعة على طول الحدود بين إسبانيا والمغرب، على الشريط الحدودي لمدينتي سبتة ومليلية. ورغم التحذيرات المتعددة من المحاكم الدولية والمنظمات غير الحكومية، يواصل الحرس المدني الإسباني تطبيقها. ومع دخول قانون أمن المواطن حيز التنفيذ في يوليو 2015، أصبحت هذه الممارسة قانونية.

## أصل المصطلح
شاع استعمال مصطلح «الترحيل الفوري» في وسائل الإعلام الإسبانية عام 2005، بعد محاولة مئات من المهاجرين المنحدرين من أفريقيا جنوب الصحراء عبور السياج الحدودي لمدينة سبتة لدخول الأراضي الإسبانية، إذ خلّف تدخل الحرس المدني مقتل خمسة أشخاص وأكثر من 100 جريح، في حين تمكن 156 شخصًا من العبور. قُبض على عشرات المهاجرين وتم إرجاعهم إلى الصحراء دون عرضهم على القضاء. بعد شهر، في أكتوبر 2005، حاول حوالي 700 مهاجر عبور سياج مليلية.